# Androcymbium amphigaripense
Androcymbium amphigaripense är en tidlöseväxtart som beskrevs av U.Müll.-doblies och Al. Androcymbium amphigaripense ingår i släktet Androcymbium och familjen tidlöseväxter.
Artens utbredningsområde är Namibia. Inga underarter finns listade i Catalogue of Life.